# Магранети
Магранети (груз. მაგრანეთი) — село в Грузии, на территории Тианетского муниципалитета края (мхаре) Мцхета-Мтианети.

## География
Село находится в центральной части Грузии, на расстоянии приблизительно 17 километров (по прямой) к югу от посёлка городского типа Тианети, административного центра муниципалитета. Абсолютная высота — 1081 метр над уровнем моря.

## Население
По результатам официальной переписи населения 2014 года в Магранети проживало 224 человека (118 мужчин и 106 женщин). В национальной структуре населения грузины составляли 99,6 %.
| Год  | Население, человек |
| ---- | ------------------ |
| 2002 | 372                |
| 2014 | ↘ 224              |